# 索斯诺沃博尔斯克 (奔萨州)
索斯诺沃博尔斯克（羅馬化：Sosnovoborsk）是俄罗斯奔萨州的市级镇、索斯诺沃博尔斯克区行政中心及规模最大聚居地，地处奔萨州东部，位于伏尔加河流域苏拉河一支流捷什尼亚里河（Тешнярь）河畔，在州府奔萨东偏北方。
旧称利特维诺（Литвино）。1928年设市级镇，1940年改为现名。该地2022年人口有5,552人；2010年人口6,546；2002年人口7,397；1989年人口8,087。